# Galipolska zvezda
Galipolska zvezda  je vojaško odlikovanje, ki ga je podeljevalo Osmansko cesarstvo. Znana je bila kot Vojna medalja (turško Harp Madalyası) ali Železni polmesec (iz nemščine Eiserner Halbmond, v aluziji na železni križec). Odlikovanje je uvedel sultan Mehmed V. 1. marca 1915 za hrabrost v boju. Med prvo svetovno vojno so odlikovanje podeljevali tudi osmanskim enotam in enotam centralnih sil, predvsem tistim, ki so se bojevale na osmanskem ozemlju.

## Oblika in sestava
Odlikovanje sestavljajo značka, trakec in trak z imenom kampanje. Izdelano je iz ponikljane medenine. Diagonalni razpon krakov meri 56 mm. Konice zvezde imajo kroglične zaključke. Kraki imajo dvignjen srebrn rob, notranjost pa je lakirana ali emajlirana. Polmesec na sredini značke je dvignjen in na vrhu odprt. V njem je tugra ustanovitelja odlikovanja Mehmeda V. Pod njo je datum 1333 (po hidžri, 1915 n. št.). Na hrbtni strani je samo raven zatič. 
K znački spada trakec z rdečimi in belimi črtami. Širine črt za borce so: rdeča 2,5 mm; bela 5 mm, rdeča 29 mm, bela 5 mm, rdeča 2,5 mm. Pri nagrajence, ki niso borci, so barve obrnjene.  
Trak kampanje je dolg 56 mm in širok 7 mm. Na belem polju je z rdečo arabsko pisavo izpisana akcija: 
- Bitka za Galipoli
- Bitka za Gazo
- Pohod na Sueški kanal
- Obleganje Kuta
- Sanatorij

## Nošenje
Na svečani obleki se je značka nosila na sredini pod desnim naprsnim žepom. Nošenje značke je bilo izključno. V vsakodnevni nošnji jo je nadomestil trak, napeljan skozi drugo gumbnico suknjiča.  
Za avstrijske in nemške odlikovance, običajno člane Azijskega korpusa, je imelo odlikovanje nižjo prednost od lastnega Železnega križca 2. razreda. Trakec Galipolske zvezde je bil postavljen pod trakec Železnega križca.  
Med pomembnimi nemškimi prejemniki odlikovanja sta bila Joachim von Ribbentrop, kasneje zunanji minister Tretjega rajha, in Rudolf Höss, v drugi svetovni vojni poveljnik koncentracijskega taborišča Auschwitz. 
Kampanjski trakovi se običajno niso nosili. 